# Persitara Jakarta Utara
Maillots
Le Persitara Jakarta Utara est un club indonésien de football basé à Jakarta.